# 일본 법무성
법무성(일본어: 法務省 호무쇼[*], Ministry of Justice, 약칭: MOJ)은 일본의 행정조직으로, 대한민국의 법무부 격이다.

## 설치 근거 및 소관 업무

### 설치 근거
- 법무성설치법 제2조

### 소관 업무
- 기본법제의 유지 및 정비
- 법질서의 유지
- 국민의 권리 옹호
- 국가의 이해에 관계된 쟁송의 통일적이고 적정한 처리
- 출입국의 공정한 관리

## 연혁
- 1871년(메이지 4년) 4월 1일: 사법성을 설치.
- 1947년(쇼와 22년) 5월 3일: 사법행정권을 재판소로 이관.
- 1948년(쇼와 23년) 2월 15일: 사법성을 폐지하고, 법무청을 설치.
- 1949년(쇼와 24년) 6월 1일: 법무청을 폐지하고, 법무부를 설치.
- 1952년(쇼와 27년) 8월 1일: 법무부를 폐지하고, 법무성을 설치.

## 조직

### 간부
- 대신 1인
- 부대신 1인
- 대신정무관 1인
- 사무차관 1인
- 비서관 1인

| 내부부국 | - 심의관 6인 - 후생관리관 1인 - 비서과 - 인사과 - 회계과 - 시설과 | - 참사관 6인 - 사법법제과 - 심사감독과 | - 참사관 5인 - 민사법제관리관 1인 - 총무과 - 민사제1과 - 민사제2과 - 상사과 | - 참사관 4인 - 형사법제관리관 1인 - 국제형사관리관 1인 - 총무과 (기획조사관) - 형사과 - 공안과 | - 참사관 1인 - 교정의료관리관 1인 - 총무과 - 성인교정과 - 소년교정과 |

| - 참사관 1인 - 총무과 - 갱생보호진흥과 - 관찰과 | - 참사관 1인 - 총무과 - 조사구제과 - 인권계발과 | - 참사관 2인 - 송무지원관리관 1인 - 송무기획과 - 민사송무과 - 행정송무과 - 조세송무과 | - 참사관 1인 - 출입국관리정보관 1인 - 총무과 - 입국재류과 - 심판과 - 경비과 |

| - 사법시험위원회 - 검찰관적격심사회 - 중앙갱생보호심사회 - 일본사법지원센터평가위원회 - 검찰관·공증인특별임용등심사회 | - 형무소 - 소년형무소 - 구치소 - 소년감별소 - 부인보도원 - 입국자수용소 - 법무종합연구소 - 교정연구소 | - 검찰청 |

### 지방지분부국
| - 삿포로교정관구 - 센다이교정관구 - 도쿄교정관구 - 나고야교정관구 - 오사카교정관구 - 히로시마교정관구 - 다카마쓰교정관구 - 후쿠오카교정관구 | - 홋카이도지방갱생보호위원회 - 도호쿠지방갱생보호위원회 - 간토지방갱생보호위원회 - 주부지방갱생보호위원회 - 긴키지방갱생보호위원회 - 주고쿠지방갱생보호위원회 - 시코쿠지방갱생보호위원회 - 규슈지방갱생보호위원회 | - 삿포로법무국 - 센다이법무국 - 도쿄법무국 - 나고야법무국 - 오사카법무국 - 히로시마법무국 - 다카마쓰법무국 - 후쿠오카법무국 | - 삿포로입국관리국 - 센다이입국관리국 - 도쿄입국관리국 - 나고야입국관리국 - 오사카입국관리국 - 히로시마입국관리국 - 다카마쓰입국관리국 - 후쿠오카입국관리국 |

#### 보호관찰소
| - 삿포로보호관찰소 - 하코다테보호관찰소 - 아사히카와보호관찰소 - 구시로보호관찰소 - 아오모리보호관찰소 - 모리오카보호관찰소 - 센다이보호관찰소 - 아키타보호관찰소 - 야마가타보호관찰소 - 후쿠시마보호관찰소 | - 미토보호관찰소 - 우쓰노미야보호관찰소 - 마에바시보호관찰소 - 사이타마보호관찰소 - 치바보호관찰소 - 도쿄보호관찰소 - 요코하마보호관찰소 - 니가타보호관찰소 - 고후보호관찰소 - 나가노보호관찰소 | - 시즈오카보호관찰소 - 도야마보호관찰소 - 가나자와보호관찰소 - 후쿠이보호관찰소 - 기후보호관찰소 - 나고야보호관찰소 - 쓰보호관찰소 - 오쓰보호관찰소 - 교토보호관찰소 - 오사카보호관찰소 | - 간베보호관찰소 - 나라보호관찰소 - 와카야마보호관찰소 - 돗토리보호관찰소 - 마쓰에보호관찰소 - 오카야마보호관찰소 - 히로시마보호관찰소 - 야마구치보호관찰소 - 도쿠시마보호관찰소 - 다카마쓰보호관찰소 | - 마쓰야마보호관찰소 - 고치보호관찰소 - 후쿠오카보호관찰소 - 사가보호관찰소 - 나가사키보호관찰소 - 구마모토보호관찰소 - 오이타보호관찰소 - 미야자키보호관찰소 - 가고시마보호관찰소 - 나하보호관찰소 |

### 외국
- 공안심사위원회
- 공안조사청

## 비판
법질서를 유지하는 관청이다보니 권위주의, 행형비밀주의로 대표되는 비밀주의가 문제점으로 지적된다. 2002년 나고야형무소에서 수형자가 죽는 사건이 일어났으며, 검찰청에서는 조사활동비라는 부정 자금이 공개되기도 했다.
인권 측면에서는 형무소나 입국자수용소 등 인권을 제한하는 관청이 인권 옹호 활동을 하는 것은 문제가 있지 않냐는 의견이 있으며, 여성이나 재일 외국인 등에 대한 배려는 지속적으로 이루어지지만 남성에 대해서는 그 활동이 미미하다는 지적이 있다.

## 같이 보기
- 법무대신
- 법무부대신
- 법무대신정무관
- 법무사무차관
- 대한민국 법무부